# 罗衙村宝元庵
罗衙村宝元庵是云南省昆明市官渡区官渡街道罗衙社区罗衙村的一座古建筑，始建于明初。明镇守太监罗珪曾经住衙于此，罗衙村便是因此得名。崇祯年间曾重修，现存建筑为清光绪年间遗存。宝元庵坐南朝北，占地770平方米。由前后两殿及厢房围城四合院，正殿为单檐歇山顶，前檐栏板、台阶栏柱上均有石雕，檐下裙板上绘有《三国演义》题材的连环画。2011年列为第五批昆明市文物保护单位。